# Groß-Gerauer-Straße 16 (Griesheim)
Das Wohnhaus Groß-Gerauer-Straße 16 ist ein denkmalgeschütztes Bauwerk in Griesheim.

## Geschichte und Beschreibung
Das zweigeschossige giebelständige Fachwerkhaus besitzt ein biberschwanzgedecktes Krüppelwalmdach.
Im Obergeschoss wird ein noch intaktes Fachwerk des ausgehenden 18. bzw. beginnenden 19. Jahrhunderts unter dem Putz vermutet;
Dachform und Fensteröffnungen lassen darauf schließen.

## Denkmalschutz
Das Wohnhaus gehört zu den wenigen noch erhalten gebliebenen Fachwerkhäusern dieser Zeit in Griesheim.
Aus baugeschichtlichen Gründen steht das Gebäude unter Denkmalschutz.